# Akko dionaea
Akko dionaea é uma espécie de peixe da família Gobiidae e da ordem Perciformes.

## Morfologia
- Os machos podem atingir 8,1 cm de comprimento total.[4]

## Alimentação
Parece alimentar-se principalmente de copépodes.

## Habitat
É um peixe marítimo, de clima tropical e demersal que vive até 20 m de profundidade.

## Distribuição geográfica
É encontrado no Oceano Atlântico sul-ocidental: Brasil.

## Observações
É inofensivo para os humanos.